# Lake McRae
Der Lake McRae ist ein Gebirgssee in der Region des Marlborough District auf der Südinsel von Neuseeland.

## Namensherkunft
Der See wurde 1850 von Leutnant A. Impey nach William McRae benannt, einem Mitglied seiner Gruppe die den Fluss erkundete an dem der See liegt.

## Geographie
Der Lake McRae befindet sich in dem südwestlichen Teil der Inland Kaikoura Range, rund 4,7 km nördlich einer Schleife des Waiau Toa / Clarence River und rund 20 km östlich des Guide River. Der See besitzt mit seiner Flächenausdehnung von 64,5 Hektar und einer Länge von rund 1,4 km eine Westsüdwest-Ostnordost-Ausdehnung. An seiner breitesten Stelle misst der See rund 700 m und sein Umfang bemisst sich auf rund 3,88 km.
Gespeist wird der Lake McRae durch den Goat Valley Stream und weitere Bäche. Seinen Abfluss findet der Lake McRae an seinem westsüdwestlichen Ende über einen unbenannten Bach, der später in den Tweed River mündet und dieser ein Nebenfluss des Waiau Toa / Clarence River darstellt.